# Thorsten Schoen
Thorsten Schoen (ur. 25 czerwca 1972 w Nordhorn) – niemiecki siatkarz plażowy.
Schoen karierę zaczynał w 1991 roku od kiedy to grał razem z Günterem Nibbrigiem. W 1996 zakończyli współpracę, a jego nowym partnerem został Jan-Erik Gatzke, z którym grał do 2004 roku. Kolejny duet stworzył razem z Marvinem Polte. Wystąpili na Mistrzostwach Świata w 2005 roku, gdzie w meczu o trzecie miejsce ulegli innej niemieckiej drużynie ostatecznie zajmując czwarte miejsce. Na tamtym turnieju Thorsten zgarnął nagrodę MVP Mistrzostw Świata.